# Otar Jirkvalishvili
Otar Jirkvalishvili (en georgiano ოთარ ჯირკვალიშვილი; Oni, 7 de noviembre de 1981) es un escritor y ajedrecista georgiano.

## Biografía
Nacido en 1981 en la ciudad de Oni (región de Racha-Lechjumi y Kvemo Svaneti), Otar Jirkvalishvili vivió hasta la década de 1990 en Tsjinvali. Posteriormente, debido a la Guerra de Osetia del Sur, se vio obligado a trasladarse a Tiflis. Es licenciado en derecho por la Universidad Técnica de Georgia, especializado en justicia penal. Además de escritor, es maestro nacional e internacional de ajedrez. Obtuvo en 1998 el tercer premio en la Olimpiada mundial para jugadores jóvenes y en 2000 se convirtió en campeón de ajedrez de Tiflis.

## Obra
Otar Jirkvalishvili comenzó a escribir en 2006. Desde 2009, sus relatos, poemas y ensayos críticos han aparecido en diversas publicaciones literarias como Akhali Saunje, Arili, Indigo, Tiskari, Apra, Literaturuli Palitra, Art Info Sakartvelo, Literaturuli Sakartvelo y Literaturuli Gazeta.
Su primer libro Dulces (კანფეტი, 2014) es una colección de cuentos; el relato más extenso, que da título al libro, es una amarga sátira sobre el fanatismo pero que contiene reflexiones y un lenguaje filosófico, religioso o publicista.
Por su parte, los relatos incluidos en Lazarus (ლაზარე, 2016) están basados en parodias de prosa intelectual, en juegos lingüísticos y en un sistema de citas postmodernas, caracterizándose por su poderoso dinamismo y su expresividad lingüística. Esta colección recibió el premio literario SABA 2016 en la categoría de mejor libro electrónico.